# Nora inu
Nora inu (野良犬, El gos rabiós) és una pel·lícula japonesa de cinema negre dirigida per Akira Kurosawa i estrenada el 1949. Els protagonistes són Toshirō Mifune i Takashi Shimura. Va ser la segona pel·lícula de Kurosawa produïda per la Film Art Association i realitzada per Shintoho. També es reconeguda com una pel·lícula policíaca (de les primeres pel·lícules japoneses d'aquest gènere) que explora l'esperit japonès durant la seva dolorosa postguerra. La pel·lícula és considerada una precursora de la policia processal contemporània i del gènere del buddy cop film, en el qual dos companys treballen junts.

## Argument
La pel·lícula té lloc durant un onada de calor al mig de l'estiu en el Tòquio de la postguerra. Al jove detectiu d'homicidis, Murakami (Toshirō Mifune) li han robat la seva pistola Colt. Empaita el carterista, però el perd. Preocupat, informa del robatori a l'oficina de policia. Després d'una investigació preliminar, els següents dies es mou per a la ciutat intentant infiltrar-se en el mercat il·lícit d'armes. Finalment troba una pista sobre la seva pistola.
Un forense descobreix que la pistola robada va ser utilitzada en un delicte recent, i Murakami col·labora amb el detectiu veterà Satō (Takashi Shimura). Després d'interrogar a un sospitós, Satō i Murakami sospiten que el sospitós pot ser un aficionat al beisbol. En un important local de beisbol busquen a un distribuïdor d'armes anomenat Honda. Quan s'enfronten a Honda, aquest incrimina a Yusa, un veterà de guerra desencantat responsable d'un crim desesperat. Investiguen la casa de la germana de Yusa i la seva estimada, la petita Harumi Namiki (Keiko Awaji), però res no condueix a uns resultats immediats.
La pistola de Murakami es torna a utilitzar en un altre delicte, aquest cop com a arma de l'assassinat. Interroguen a Namiki a casa de la seva mare que és reticent a parlar, així que Satō no vol insistir, però Murakami es queda darrere esperant que la mare de Namiki la persuadeixi perquè cooperi. Segutō troba un hotel que és l'amagatall més recent de Yusa. Fa una trucada a Murakami, però quan està a punt de revelar la ubicació de Yusa, el criminal (després d'haver escoltat els propietaris de l'hotel que Satō és un policia) dispara a Satō a l'hotel; aquestqueda malferit amb una forta pèrdua de sang i el deixa per mort. Un desesperat Murakami arriba a l'hospital per donar sang, però queda afectat quan els metges no saben si Satō sobreviurà.
El matí següent, Namiki fa un canvi i informa Murakami que té una cita amb Yusa en una estació de tren propera. Murakami va cap a l'estació de tren i s'enfronta a un home que presenta l'edat des sospitós, roba fangosa, és esquerrà, tres pistes que ha recollit en els darrers dies. Yusa està enfadat per l'enfrontament inesperat i intenta lluitar a l'estació de tren. Murakami el persegueix pel bosc i es ferit al braç, però Yusa perd les dues darreres bales que li queden. Murakami, malgrat la seva lesió, pot atrapar a Yusa, emmanillar-lo i deixar-lo sota custòdia. Dies més tard, a l'hospital, Satō s'ha recuperat i felicita Murakami. Murakami, breument, simpatitza amb la situació de Yusa, fins que Satō li diu que ho oblidi i es prepari per als casos que haurà de resoldre en el futur.

## Repartiment
- Toshiro Mifune com al detectiu Murakami
- Takashi Shimura com al detectiu Satō
- Keiko Awaji com a Harumi Namiki
- Eiko Miyoshi com a la mare de Harumi
- Noriko Honma com a la dona de botiga
- Isao Kimura com a Yusa
- Minoru Chiaki com a Girlie, director d'espectacles
- Ichiro Sugai com a Yayoi, propietari d'Hotel
- Gen Shimizu com a l'inspector Nakajima
- Noriko Sengoku com a noia

## Producció
Kurosawa diu en diverses entrevistes que el seu guió estava inspirat en The Naked City (La Ciutat Despullada) de Jules Dassin i les obres de Georges Simenon. Malgrat ser una de les obres més reconegudes de les pel·lícules de la postguerra d'Akira Kurosawa, El gos rabiós no va rebre aquesta consideració pel mateix Kurosawa. Ell va dir que inicialment pensava poc en la pel·lícula, descrivint-la com a "massa tècnica" i que contenia massa tècnica i no un pensament real. La seva actitud va canviar el 1982, quan va escriure en la seva autobiografia que "cap rodatge va ser tan suau" i que "el ritme excel·lent del rodatge i la bona sensació del repartiment es poden sentir en la pel·lícula acabada."

## Realització
El gos rabiós va ser distribuït per Toho al Japó el 17 d'octubre de 1949. La pel·lícula va ser distribuïda als Estats Units per Tōhō Internacional amb subtítols en anglès el 31 d'agost de 1963.

## Valoració
El gos rabiós ha rebut un 95% d'aprovació a Rotten Tomatoes, amb un índex mitjà de 7,9/10. Al Mainichi Film Concours de 1950 va guanyar premis per al millor actor (Takashi Shimura), millor banda sonora (Best Film Score – Fumio Hayasaka), Best Cinematography (Asakazu Nakai) i Best Art Direction (Sō Matsuyama). La pel·lícula va ser inclosa a Kinema Junpo, als "Best Ten" de l'any en el tercer lloc.

## Remake
El 1973 es va fer un remake de la pel·lícula, Nora inu de Shochiku. També un remake per a la televisió el 2013.